# AFL - Division Ladies 2014
La AFL - Division Ladies 2014 è la 15ª edizione del campionato di football americano femminile di primo livello, organizzato dalla AFBÖ.

## Squadre partecipanti
| Club                   | Città    | Stadio | Sponsor ufficiale | Risultato nella stagione 2013 |
| ---------------------- | -------- | ------ | ----------------- | ----------------------------- |
| Budapest Wolves Ladies | Budapest |        |                   |                               |
| Danube Dragons Ladies  | Vienna   |        |                   |                               |
| Vienna Vikings Ladies  | Vienna   |        | Dacia             |                               |

## Stagione regolare

### Calendario

#### 1ª giornata
| 19 aprile 2014 | Vienna Vikings Ladies | 51 – 0 | Danube Dragons Ladies |  |

#### 2ª giornata
| 10 maggio 2014 | Vienna Vikings Ladies | 44 – 0 (20-0 12-0 6-0 6-0) | Budapest Wolves Ladies |  |

#### 3ª giornata
| 25 maggio 2014 | Danube Dragons Ladies | 0 – 41 | Vienna Vikings Ladies |  |

#### 4ª giornata
| 9 giugno 2014 | Budapest Wolves Ladies | 0 – 54 (0-7 0-21 0-19 0-7) | Vienna Vikings Ladies |  |

#### 5ª giornata
| 29 giugno 2014 | Budapest Wolves Ladies | 0 – 20 | Danube Dragons Ladies |  |

#### 6ª giornata
| 6 luglio 2014 | Danube Dragons Ladies | 32 – 0 | Budapest Wolves Ladies |  |

### Classifica
La classifica della regular season è la seguente:
- PCT = percentuale di vittorie, G = partite giocate, V = partite vinte,  P = partite perse, PF = punti fatti, PS = punti subiti

| Pos. | Squadra                | PCT   | G | V | N | P | PF  | PS  |
| ---- | ---------------------- | ----- | - | - | - | - | --- | --- |
| 1    | Vienna Vikings Ladies  | 1.000 | 4 | 4 | 0 | 0 | 190 | 0   |
| 2    | Danube Dragons Ladies  | .500  | 4 | 2 | 0 | 2 | 52  | 92  |
| 3    | Budapest Wolves Ladies | .000  | 4 | 0 | 0 | 4 | 0   | 150 |

## XV Ladies Bowl
| 20 luglio 2014 | Vienna Vikings Ladies | 25 – 0 | Danube Dragons Ladies |  |

## Verdetti
- Vienna Vikings Ladies Campionesse dell'Austria 2014